# Macao en los Juegos Paralímpicos de Barcelona 1992
Macao estuvo representado en los Juegos Paralímpicos de Barcelona 1992 por dos deportistas masculinos. El equipo paralímpico no obtuvo ninguna medalla en estos Juegos.